# Ilse Koch
Ilse Koch, registrada al nacer como Margarete Ilse Köhler (Dresde, 22 de septiembre de 1906 - Aichach, 1 de septiembre de 1967) fue una criminal de guerra alemana que cometió atrocidades mientras su marido Karl Otto Koch era comandante en el campo de concentración de Buchenwald. Aunque Ilse Koch no tenía ningún cargo oficial en el Estado nazi, al final de la guerra se convirtió en una de las figuras nazis más tristemente célebres por las acusaciones de que había seleccionado a prisioneros tatuados para la muerte con el fin de fabricar pantallas de lámparas y otros artículos con sus pieles.
Su juicio militar en Dachau en 1947 recibió la atención de los medios de comunicación de todo el mundo, al igual que el testimonio de supervivientes que describieron comportamientos sádicos y perversos, dando lugar a la imagen de ella como "la asesina del campo de concentración".
Las reclusas la conocían como "La bruja de Buchenwald" (Die Hexe von Buchenwald) por su crueldad y lascivia hacia las prisioneras. Se la ha apodado "La Bestia de Buchenwald","la Reina de Buchenwald","la Bruja Roja de Buchenwald", "Viuda Carnicera" y "La Perra de Buchenwald".

## Biografía

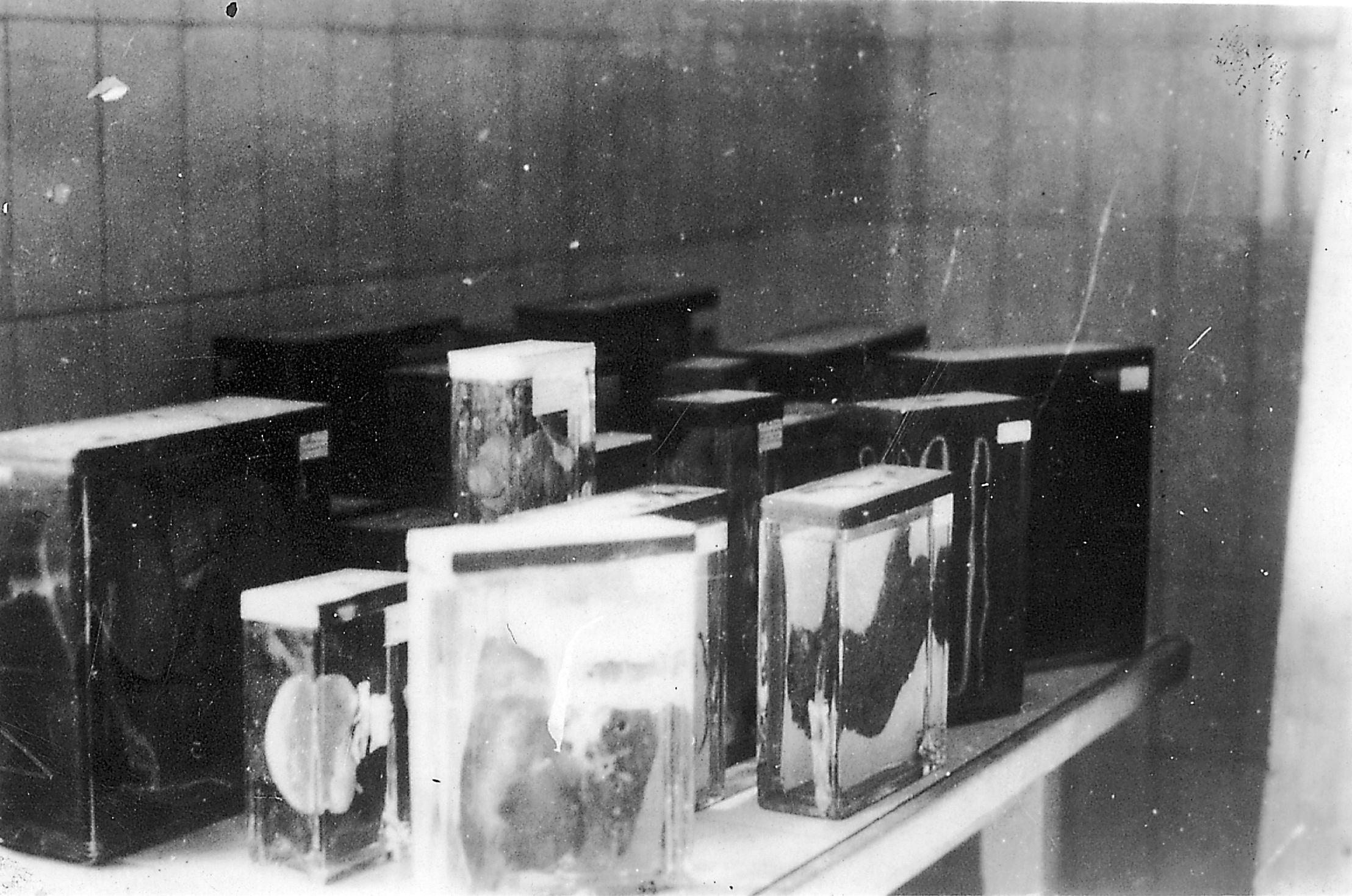
Órganos de prisioneros de Ilse, Buchenwald (1945)

Nació en Dresde, hija de un labriego. Ilse se convirtió en secretaria de los nazis y fue personalmente elegida por Heinrich Himmler, jefe de las SS y de la Gestapo. Con el tiempo, es nombrada comandante del campo de concentración de Sachsenhausen, construido en las proximidades de la ciudad capital.
En 1939, Ilse Koch fue ascendida a coronel del campo de concentración de Buchenwald, uno de los primeros y más grandes del régimen nazi. Además también era conocido por ensayar diversos métodos de experimentación médica con los prisioneros. Ilse Koch, ayudada por sus cincuenta guardianas (conocidas como "Ángeles de la muerte") aplicó sobre sus miles de prisioneros diversas técnicas de terror, castigo, domesticación (con ciertos prisioneros formaba mascotas para ella y sus guardianas) y tortura, ganándose fama de sádica.

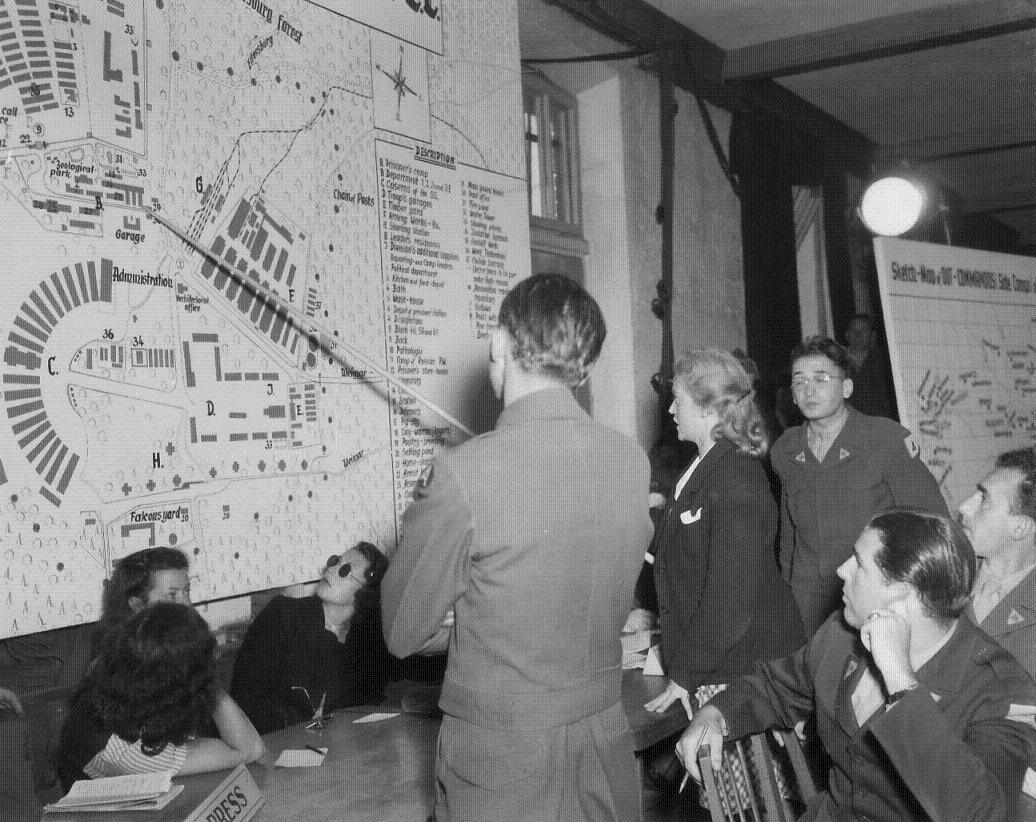
Koch ante el Tribunal Militar Internacional de Dachau (1947).

En 1945, cuando se aproximaban las tropas de la Unión Soviética, huyó al lado occidental de Alemania. Dos años después fue capturada y encarcelada durante los juicios de Dachau. A pesar de que pidieron su ejecución, se la condenó a cadena perpetua con trabajos forzados. En 1951, el general estadounidense Lucius D. Clay le concedió la libertad por insuficiencia de pruebas. En cuanto salió de la cárcel, fue nuevamente arrestada, juzgada y condenada a cadena perpetua por otros cargos. Sin embargo, el cargo de haber asesinado prisioneros para fabricar objetos con su piel fue nuevamente desestimado. El fiscal que le acusó en el juicio, dijo:

Fue uno de los elementos más sádicos del grupo de delincuentes nazis. Si en el mundo se oyó un grito, fue el de los inocentes torturados que murieron en sus manos.

En 1967, desde la prisión de mujeres de Aichach (Frauenhaftanstalt Aichach, en alemán), escribió a su hijo una carta donde no manifestaba remordimientos ni la menor pena por los crímenes que había cometido. A los 60 años (y a pocos días de cumplir 61), Ilse Koch ató varias sábanas, las cuales sujetó de la lámpara que colgaba encima de su cama y se ahorcó. 
En su última carta escribió: 

No hay otra salida para mí, la muerte es la única liberación.

## Connotaciones culturales
- En la película Siete bellezas de Lina Wertmüller, el personaje de la oficial del campo está basado en Koch.
- La película Ilsa, la loba de las SS de Don Edmons, correspondiente al género de Nazi exploitation se basa en Ilse.
- En el libro El lector de Bernhard Schlink, el personaje de Hanna Schmitz guarda ciertas similitudes con Ilse.